# آخي راهاف (2013)
آخي راهاف (بالعبرية: אח"י רהב) هي غواصة إسرائيلية من فئة دولفين 2، بنتها شركة ها دي فيه في ألمانيا. سُميت الغواصة باسم راهاف [الإنجليزية]، وهو وحش أسطوري ورد في الأساطير العبرية والكتاب العبري،(1) وهي ثالث غواصة في البحرية الإسرائيلية تحمل هذا الاسم بعد آخي راهاف (1958)، الغواصة البريطانية فئة تي وآخي راهاف (1977)، الغواصة الألمانية فئة غال. أُطلقت آخي راهاف (2013) في 11 مارس 2013 في كيل بألمانيا، وسُلمت إلى ميناء حيفا في 12 يناير 2016، حيث دخلت الخدمة في اليوم التالي.

## الملاحظات
1. يُشار له أيضاً بـ«راحاب» و«رَهَبَ». ذُكر الاسم في عدة مواضع في العهد القديم:
«بِقُوَّتِهِ يُزْعِجُ الْبَحْرَ، وَبِفَهْمِهِ يَسْحَقُ رَهَبَ.» سفر أيوب، إصحاح 26، آية-12
«أَلَسْتِ أَنْتِ الْقَاطِعَةَ رَهَبَ.» سفر إشعياء، إصحاح 51، الآية-9

## وصلات خارجية
- Israeli submarine Dolphin
- FAS: Israel: Submarines
- Dolphin class submarines cutaway diagram, Der Spiegel, 5 June 2012